# MAD-doktrína

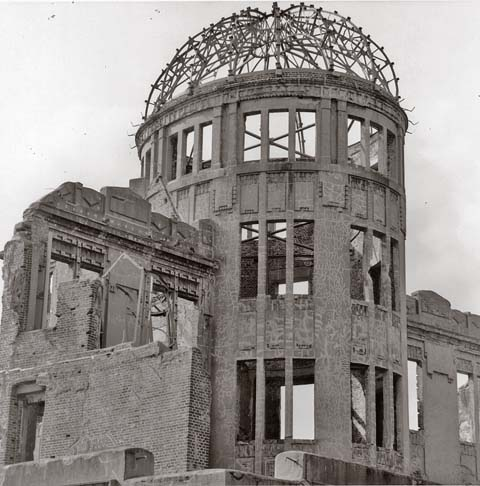
Az atomarzenálok kölcsönös felhalmozása a teljes pusztulástól való félelemben békére kényszeríti a két felet

A MAD angol mozaikszó, a Mutual(ly) Assured Destruction rövidítése, magyarul a „kölcsönösen biztosított megsemmisítés” elve. Lényege, hogy az atomháború mindkét fél teljes pusztulásával járna, emiatt nem lehetne győztes, s így azt nincs is értelme megindítani. A mozaikszó egybecseng az angol mad („őrült”) kifejezéssel.
A doktrína elsődleges alkalmazására a hidegháború alatt került sor, az 1950-es évek és az 1990-es évek során, az Egyesült Államok és a Szovjetunió között. Ebben az esetben úgy tűnik, hogy a MAD megértése megakadályozta a két atomnagyhatalom közvetlen, teljes mértékű háborúját – bár az igaz, hogy  voltak kisebb, közvetett összecsapások (koreai háború, vietnámi háború, a titkosszolgálatok háborúi, az afganisztáni konfliktus stb.).

## Elmélet
A doktrína alapvetően akkor érvényes, ha minden szemben álló félnek egyértelműen elegendő atomfegyvere áll rendelkezésre ahhoz, hogy a másik oldalt elpusztítsa; így egy meginduló atomcsapás esetén az ellenfél képes hasonló vagy még nagyobb pusztítást véghez vinni az ellenfél területén, ami az oda- és visszacsapások következtében végül a kölcsönös megsemmisüléséhez vezet. Mivel ezzel a felek tisztában vannak, semelyik fél sem fog az első csapás lehetőségével élni, mivel az a válaszlépések kontrollálhatatlan sorát indítja el. Mivel a kezdetben még hagyományos fegyvernemekkel vívott háború is nukleáris háborúba csaphat át, a két fél kerülni fogja még a közvetlen konfrontációt is. Mindez alapvetően egy feszültségekkel teli, de stabil békéhez vezethet. Ahhoz azonban, hogy a nukleáris fenyegetés hihetőnek tűnjön, mindkét félnek jelentős pénzügyi befektetéseket kell eszközölni a nukleáris arzenáljának bővítésére – még akkor is, ha ezeket a fegyvereket a MAD-doktrína alapján soha nem is fogják használni. Hozzátartozik mindehhez, hogy egyik félnek sem engedhető meg, hogy megfelelő módon védje meg magát az ellenfél atomfegyvereitől, ami folyamatos technikai újításokat követel meg.

## Történelmi áttekintés

### A hidegháború elején
Több történész szerint az Egyesült Államok akkor kezdte a hidegháborút, amikor a Hirosimára és Nagaszakira ledobott atombombával befejezte a második világháborút. Négy évvel később, 1949. augusztus 9-én a Szovjetunió felrobbantotta a saját atomtöltetét. Ekkor azonban még mindkét félnek hiányzott az a kapacitása, amellyel hatékonyan juttathatta az atomfegyvereket a másik fölé. Hamarosan azonban megszülettek az első olyan fejlesztések, mint például a B–36 Peacemaker bombázó, amelyeknek köszönhetően egyre több lehetőség volt az atomfegyverek célba juttatására. Az Egyesült Államok hivatalos álláspontja a „masszív ellentámadás” volt arra az esetre, ha a Szovjetunió lerohanná Európát, ahogy ezt Eisenhower elnök is leszögezte.
Csupán a George Washington osztályú rakétahordozó tengeralattjárók 1959-es megjelenésével született meg az a gondolat, hogy olyan atomhadsereget is létre lehet hozni, amely túléli az első csapást és így a második csapás lehetősége is hihetővé vált. Ezt csupán az 1960-as évekre értették meg teljesen, amikor is a MAD elméletét először többek között Robert McNamara amerikai hadügyminiszter is leírta.
McNamara megfogalmazásában a MAD azt jelentette, hogy az atomhatalmaknak vagy első csapásos vagy második csapásos képességei voltak. Egy első csapásos képességgel rendelkező ország képes lenne első csapásra megsemmisíteni egy ellenséges ország teljes nukleáris arzenálját és így elejét vehetné bármiféle ellencsapásnak. Egy második csapásos képességgel rendelkező ország egy atomtámadásra olyan jelentős válaszcsapással tud reagálni, hogy az első csapás értelmét az jelentősen megkérdőjelezi. McNamara szerint a fegyverkezési verseny részben arról is szólt, elejét vegyék annak, hogy egy ország első csapásos képességekre tegyen szert.
Lopakodó képességüknek és nagy számuknak köszönhetően a rakétahordozó tengeralattjárók második csapásos képességeket adtak az őket megépítő országoknak. Kicsi volt annak a lehetősége, hogy az összes tengeralattjárót megtalálják és megsemmisítsék – szemben például egy adott helyre épített rakétasilóval, amelyet egy első csapás során meg lehet semmisíteni. A nagy hatástávolságuknak és a fedélzetükre telepített számos közép- és hosszútávú rakétának köszönhetően a rakétahordozó tengeralattjárók elég fenyegetőek voltak ahhoz, hogy egy esetleges támadó ne érezhesse magát teljes biztonságban egy válaszcsapás elől. 
A kubai rakétaválság során a Szovjetunió megértette az amerikai rakétahordozó tengeralattjáró-flotta hatékonyságát, és nekilátott egy saját flotta kifejlesztéséhez. A hidegháború hátralevő részében, bár az Egyesült Államokban a MAD iránti hivatalos politika megváltozott, a rakétahordozó tengeralattjárók által nyújtható pusztító második csapás következményei vitán felül álltak.
A több robbanófejes MIRV rakéták kifejlesztésével még egy olyan fegyverrendszer jelent meg, amely kifejezetten a MAD nukleáris elrettentés doktrínájában segített. Egy MIRV fejjel felszerelt interkontinentális ballisztikus rakéta több robbanófejet is tartalmazhatott. A MIRV-et először az Egyesült Államok fejlesztette ki a Moszkvát körülvevő rakétaelhárító rendszerek ellensúlyozására. Mivel egy védőrakéta csak egy támadórakétát tud megsemmisíteni, ha egy támadórakétán három robbanófej található, mint az a korai MIRV rendszereken is volt, akkor háromszor annyi védőrakéta kell minden egyes támadórakétára. Így még nehezebb és drágább lett a rakétatámadás elleni védekezés. Az amerikai arzenál egyik legnagyobb MIRV-elt rakétája, az LGM–118A Peacekeeper egyszerre akár tíz robbanófejet is szállíthatott, és ezek mindegyike akár 300 kilotonnás is lehetett. Az akkori technológiával lehetetlen volt ilyen sok robbanófej ellen védekezni, így az egyetlen védekezési stratégia az ellentámadást maradt.
A NATO abban az esetben bevetette volna a taktikai atomfegyvereit, ha a Szovjetunió megtámadja Nyugat-Európát. A Szovjetunió erre a fenyegetésre úgy válaszolt, hogy kijelentette, minden szovjet haderőt ért atomtámadásra egy teljes méretű nukleáris ellentámadással válaszolna. Ez gyakorlatilag azt jelentette, hogy ha a Szovjetunió belekezdene Nyugat-Európa elfoglalásába, akkor az Egyesült Államok atomtöltetekkel állítaná meg a támadást. A Szovjetunió erre egy teljes méretű nukleáris ellencsapással válaszolna, amelyre az egyetlen amerikai válasz a teljes méretű atomtámadás lenne a Szovjetunió ellen. Mindez oda vezetne, hogy bármiféle európai háború nukleáris apokalipszissel zárulna.

### A hidegháború vége felé
Az USA eredeti MAD doktrínájában 1980. július 25-én változás állt be, amikor Jimmy Carter elnök az 59-es számú elnöki irányelvével bevezette az ellentételező stratégiáját. A stratégia kifejlesztője Harold Brown védelmi miniszter volt, és az ellentételezési elv szerint egy szovjet támadásra a válasz nem az orosz városokat megcélzó, teljes mértékű atomcsapás lenne. Először a szovjet kormányt kívánták megsemmisíteni, majd a katonai célpontokat érné támadás abból a célból, hogy a Szovjetunió még azelőtt megadja magát, hogy ő (és az Egyesült Államok) elpusztulna. A MAD eme új stratégiájára úgy tekintettek, hogy egy atomháború megnyerhetővé válik, miközben arra mégis van esély, hogy az egyik fél megsemmisül. Ezt a politikát Ronald Reagan elnök kormánya továbbfejlesztette a stratégiai védelmi kezdeményezés, SDI bejelentésével, amelyet „Csillagháborúnak” is neveztek. A kezdeményezés olyan űrbe telepített védelmi rendszert kívánt kifejleszteni, amely segítségével még azelőtt megsemmisíthetik az orosz rakétákat, hogy azok elérik Amerikát.
Az SDI-t egyszerre kritizálták az oroszok és az amerikaiak szövetségesei (többek között Margaret Thatcher), mivel ha a rendszer üzembe állt volna, akkor az aláaknázná a MAD „kölcsönösen biztosított megsemmisítés” elvét. Ha Amerika garantáltan ki tudna védeni egy orosz támadást, akkor egy olyan első csapású képességhez jutna, amely egyszerre lenne politikailag és katonailag destabilizáló. A rendszer kritikusai szerint az SDI egy új fegyverkezési versenyhez vezethetne, amely célja az SDI semlegesítése lenne. Az erőegyensúly felborítása miatt a kritikusok (többek között Andrej Szaharov atomfizikus) szerint az SDI még veszélyesebb lehetett volna, mint a MAD.

### A hidegháború utáni helyzet
A Szovjetunió széthullásával jelentősen csökkentek az Oroszország és Amerika illetve Kína és Amerika közötti feszültségek. Bár George W. Bush kormánya 2002 júniusából kiszállt a ballisztikus rakétákat korlátozó szerződésből, a Bush-kormány által javasolt korlátozott rakétavédelmi rendszer csupán a korlátozott nukleáris képességekkel rendelkező országok „nukleáris zsarolás”-ától védené meg Amerikát, és nem befolyásolja az Oroszország és Amerika között kialakult erőegyensúlyt.